# William C. Bullitt
Pour les articles homonymes, voir Bullitt (homonymie).
William Christian Bullitt, Jr., né le 25 janvier 1891 à Philadelphie (Pennsylvanie, États-Unis) et mort le 15 février 1967 à Neuilly-sur-Seine (France), est un journaliste et diplomate américain, nommé ambassadeur des États-Unis en Union soviétique puis en France avant la Seconde Guerre mondiale.

## Biographie

### Jeunesse et études
William Christian Bullitt naît à Philadelphie dans une famille de la haute bourgeoisie américaine conservatrice. Il descend d'une vieille famille américaine d'origine française ; son ancêtre Joseph Boulet, un huguenot, avait fui Nîmes en 1629 pour s'établir aux États-Unis. Le grand-père de William Bullitt est le premier à s'installer à Philadelphie, où il rédige la charte municipale en 1868. William C. Bullitt est le fils de William Christian Bullitt Sr. et de Louisa Gross, née Horwitz.
Sa famille est polyglotte, et le français est de rigueur dans la maison familiale. William apprend ensuite l'allemand. Il effectue ses études secondaires à la De Lancey School de Philadelphie, puis il est admis à l'université Yale. Il est rédacteur en chef du journal estudiantin Yale Daily News et est diplômé en 1913. Il y est reconnu comme l'un des meilleurs étudiants de sa promotion. Il est ensuite admis à la faculté de droit de l'université Harvard sur l'insistance de son père, qu'il quitte dès la mort de ce dernier.

### Carrière
Il commence sa carrière comme correspondant de guerre pour le Philadelphia Public Ledger durant la Première Guerre mondiale.

#### Après la Première Guerre mondiale
En 1919, il participe à une mission en Russie bolchévique pour établir des relations diplomatiques avec les États-Unis.
Nommé par le président Woodrow Wilson, il fait partie de la délégation américaine à la conférence de paix de Paris. Il démissionne en jugeant les conditions du traité de Versailles inacceptables pour les vaincus et porteurs des germes de futurs conflits.
Psychanalysé par Sigmund Freud en 1920, ils demeurent amis et coécrivent le livre Thomas Woodrow Wilson : a Psychological Study.
En 1933, il est nommé par le président Franklin Roosevelt premier ambassadeur américain auprès de l'Union soviétique. Il restera en poste jusqu’en octobre 1936, lorsqu'il est nommé ambassadeur à Paris.

#### Seconde Guerre mondiale
Lors de l'avancée des Allemands vers Paris, en juin 1940, la ville étant déclarée ville ouverte, il demeure sur place au lieu de suivre le gouvernement français vers Tours puis Bordeaux ; il négocie, accompagné de Robert Murphy, avec le général von Küchler, qui menace de bombarder la ville. 

Cela lui est reproché par Roosevelt. Bullitt répond le 11 juin 1940 au département d’État : 

« La tradition veut que l’ambassadeur américain ne quitte pas Paris. Souvenez-vous de Gouverneur Morris, et de sa jambe de bois sous la  Terreur, de Washburne sous la Commune, de Herrick. »

En juin, après avoir été accueilli au château de Candé grâce à son propriétaire, Charles Bedaux, le personnel de l’ambassade s’installe à Vichy. Après le vote des pleins pouvoirs au maréchal Pétain le 10 juillet 1940, Bullitt rejoint les États-Unis en passant par l’Espagne.
De retour aux États-Unis, Bullitt aide Roosevelt pendant la campagne présidentielle de 1940 pour son troisième mandat. Il est écarté, et Jeffrey Mehlman, du département de littérature française de l'université de Boston, en donne la raison : « De retour à Washington, le principal souci de Bullitt semble avoir été d’obtenir la mise à l’écart de l’éminence grise de Roosevelt, le sous-secrétaire d’État Sumner Welles (en), qu'il accusait d’avoir fait des propositions homosexuelles à des portiers "nègres" dans un train. Roosevelt refuse de l’écouter et se hérissa en entendant Welles traité de "criminel". »
Il est, sans succès, candidat démocrate à la mairie de Philadelphie en 1944.
S'étant vu refuser un poste d'officier dans l'armée américaine, il sollicite, en juin 1944, du général de Gaulle de servir dans les Forces françaises libres. Avec le grade de commandant dans la 1re armée française, il participe au débarquement de Provence. Il rejoint ensuite Paris lors de sa libération. Il est grièvement blessé à la colonne vertébrale à la bataille d'Alsace. Il est décoré le 20 mai 1945 à Stuttgart par le général de Gaulle en personne, en même temps que les généraux Jean de Lattre de Tassigny et Joseph de Goislard de Monsabert, de la Légion d'honneur et de la croix de guerre 1939-1945.

### Vie privée

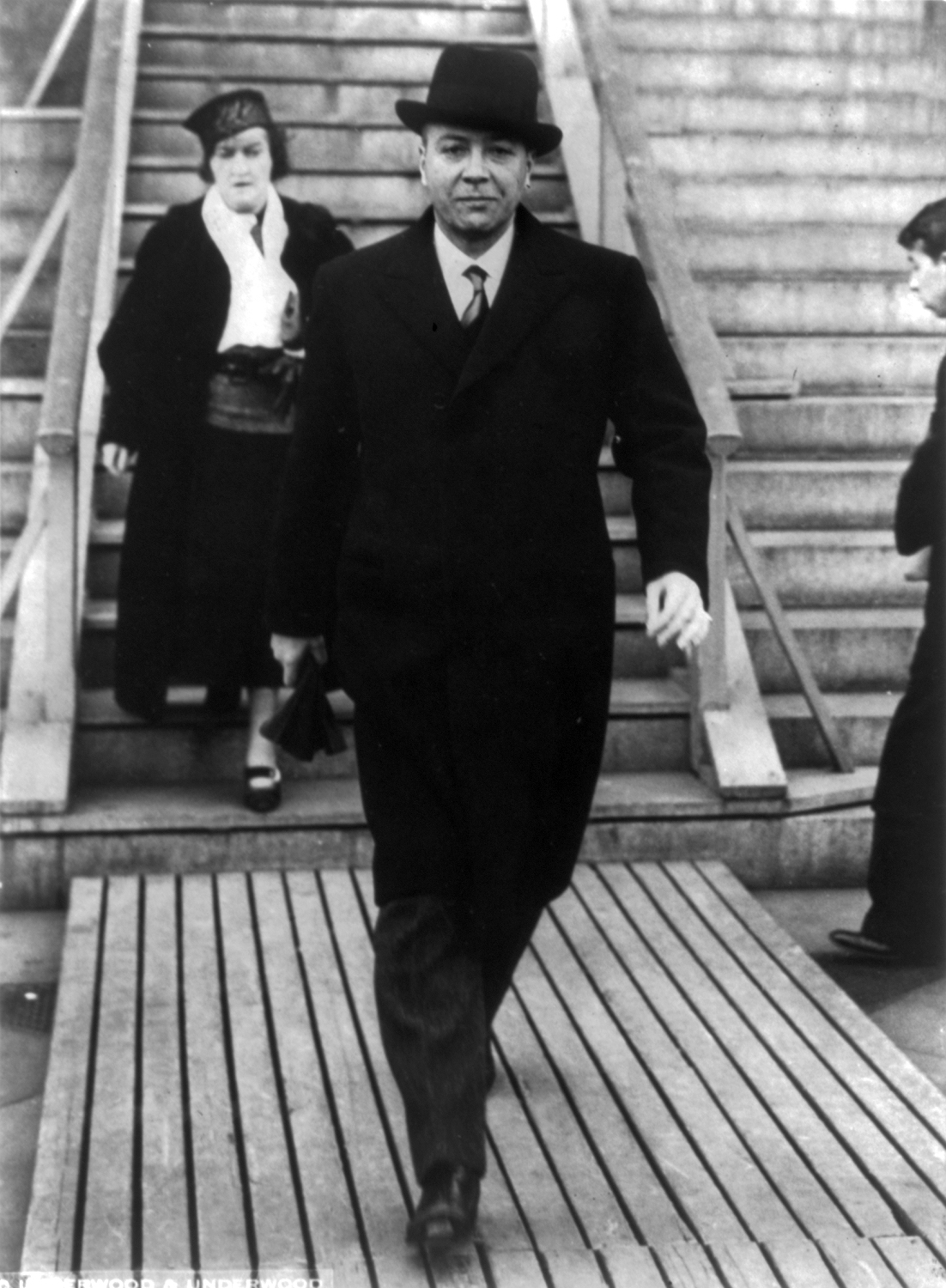
William C. Bullitt en 1937.

Bullitt s'est marié deux fois ; d’abord avec Aimee Ernesta Drinker en 1916, dont il divorce en 1923, puis en 1924 avec Louise Bryant, veuve de John Reed, dont il eut une fille qui épousera en quatrièmes noces Daniel Brewster, sénateur du Maryland. Il divorce de Louise en 1930, après avoir découvert son adultère avec la sculptrice britannique Gwen Le Gallienne.
Il meurt d'un cancer le 15 février 1967 à l'hôpital américain de Neuilly-sur-Seine.

## Convictions politiques
On lui a reproché d'être proche des socialistes (il était notamment ami de Léon Blum) et d'avoir eu des idées communistes bien qu'il fût ensuite devenu très anticommuniste.

## Publications
- Sigmund Freud et William C. Bullitt, Le Président T.W. Wilson. Portrait psychologique, Payot et Rivages, 2016 (1re éd. 1966) (ISBN 978-2-228-91630-1)